# Военная терминология
Военная терминология, Терминология военная — формализованная система установленных военных терминов (слов, словосочетаний и тому подобное), каждый из которых имеет строго определённое значение с чётко очерченными рамками применения и научным обоснованием. 
Наиболее полно и широко военная терминология представлена в ведомственных и подведомственных нормативных документах, законодательных актах, а также в военных энциклопедиях. Элементы военной терминологии представляют собой основу военной лексики, которая в отличие от официальной военной терминологии может включать в себя и её неофициальные эквиваленты (например: «броня» вместо слов «танк», «БТР», «БМП», «самоходка» вместо «самоходное орудие» и тому подобное).
Как правило, охватывая все отрасли военного дела, военная терминология стремится соответствовать современному уровню развития научной мысли и отражать всё многообразие военных понятий, закреплённых в действующих уставах и официальных документах. Эволюция военного дела, связанная с достижениями научно-технического прогресса, вносит в военную терминологию новые термины, вымывает из неё старые, либо модифицирует частоту использования имеющихся. Военная терминология нередко пополняется за счёт обыденной лексики, путём заимствований из других областей знаний или других языков, она может регулироваться законодательным введением новых и/или отменой устаревших понятий.
В современных условиях много внимания уделяется унификации военной терминологии как в масштабах армий, флотов, авиации и так далее отдельных государств и стран, так и в масштабах вооружённых сил наднациональных организаций (военно-политических союзов). Для этого военные министерства и силовые ведомства многих государств и стран периодически публикуют специализированную литературу справочного характера.